# Green Valleys
Green Valleys is een album van BZN uitgebracht in 1980 op de toen nog gebruikelijke LP en MC. Later is het ook op CD verkrijgbaar geworden. Green Valleys bevat onder andere de top 40 hit Rockin' the trolls, die na negen weken op plek 4 terechtkwam.
Green Valleys is met goud en platina beloond, en werd uitgebracht in Nederland en Zuid-Afrika. Dit BZN-album stond 16 weken in de Elpee top 50, waarbij de tweede plaats twee weken werd volgehouden. De eerste week na release werd het gebombardeerd tot album van de week. Voor dit album is een muziekspecial gemaakt in Schotland.
Het nummer Himalaya dat instrumentaal is opgenomen op dit album, werd gebruikt voor het programma Te land ter zee en in de lucht als tune.

## Tracklist
Kant A
1. Red balloon [Th. Tol/J. Tuijp/C. Tol]
2. May we always be together [Th. Tol/J. Tuijp/C. Tol]
3. Rockin' the trolls [Th. Tol/J. Tuijp/C. Tol]
4. Yellow rose [Th. Tol/J. Tuijp/C. Tol]
5. Across the U.S.A. [Th. Tol/J. Tuijp/C. Tol]
6. Goodnight [Th. Tol/J. Tuijp/C. Tol]
Kant B
7. Monday Tuesday [Th. Tol/J. Tuijp/C. Tol]
8. La musiquette [Th. Tol/J. Keizer]
9. The valley [Th. Tol/J. Tuijp/C. Tol]
10. Nadja [Th. Tol/J. Tuijp/C. Tol]
11. Himalaya (instrumental) [Th. Tol]